# 地球 (レペゼン地球のアルバム)
『地球』（ちきゅう）は、2020年12月26日にリリースされた、レペゼン地球の6枚目のオリジナルアルバム。レペゼン地球名義での最後のアルバムである。

## 解説
2020年12月26日に福岡PayPayドームでライブをもって解散したレペゼン地球の最後のアルバム。
解散ライブに向けて行われたクラウドファンディングのリターン品として、ドーム公演のDVDなどとともに支援者へ届けられた。
本アルバムには、66thシングルから80thシングルまでの全15曲が収録されている。
今までのアルバムに付属していた前アルバムのMVが収録されているDVDは今作のみ付属していない。
また、本アルバムのみ各定額制音楽配信サービスでの配信が行われていない。

## 収録曲
| #         | タイトル                       | 作詞         | 作曲                               | 時間  |
| --------- | ------------------------------ | ------------ | ---------------------------------- | ----- |
| 1.        | 「O2MEN」                      | レペゼン地球 | レペゼン地球・チバニャン           | 3:08  |
| 2.        | 「こうせい ざ たぴおか」       | DJ社長       | DJ社長・Devincy                    | 3:45  |
| 3.        | 「ババババースデー」           | DJ社長       | DJ社長・Devincy                    | 2:18  |
| 4.        | 「カゲロウ」                   | DJふぉい     | DJふぉい・Devincy                  | 4:21  |
| 5.        | 「博多Life」                   | レペゼン地球 | DJ社長・Devincy・チバニャン・KOERU | 5:13  |
| 6.        | 「He is Perfect」              | DJ社長       | DJ社長・Devincy                    | 2:45  |
| 7.        | 「来世がウニでも」             | DJ社長       | DJ社長・Devincy                    | 3:35  |
| 8.        | 「ミンナチガッテミンナワルイ」 | レペゼン地球 | レペゼン地球・チバニャン           | 4:01  |
| 9.        | 「手紙」                       | DJふぉい     | DJふぉい・KOERU                    | 4:33  |
| 10.       | 「Life Goes on」               | レペゼン地球 | レペゼン地球・チバニャン           | 4:04  |
| 11.       | 「ここにいるよ」               | 松本ケンジ   | 松本ケンジ                         | 4:08  |
| 12.       | 「N-F」                        | DJ社長       | DJ社長・KOERU                      | 4:16  |
| 13.       | 「想い」                       | DJ銀太       | DJ銀太・Devincy                    | 3:33  |
| 14.       | 「REP」                        | DJ社長       | DJ社長・KOERU                      | 3:59  |
| 15.       | 「JAPAN incident」             | レペゼン地球 | レペゼン地球・Devincy              | 3:31  |
| 合計時間: | 合計時間:                      | 合計時間:    | 合計時間:                          | 57:10 |

## 楽曲解説
1. O2MEN
66thシングル。
元ネタとなった楽曲は、PendulumのBlood Suger[3]。
タイトルは、物質の燃焼を補助する気体である酸素（O2）と、人（MEN）を掛け合わせた造語であり、「炎上人」という意味である。
後にCandy Foxx名義で、「OMEN」というタイトルでリメイクされた。
2. こうせい ざ たぴおか
67thシングル。
日本のロックバンドである「マキシマム ザ ホルモン」のパロディ。
現在は削除された楽曲「パワハラ ザ ホルモン」のリメイク。
元は歌手のジャスミンゆま氏の告発によるDJ社長のパワハラ騒動（後に楽曲のプロモーションだったことが判明）をネタにした楽曲だったが、セクハラ告発をネタにした内容に批判が集まり削除[4]。
その後、楽曲のメロディはそのままに、歌詞とアレンジを変更した本楽曲が投稿された。
2024年11月1日、DJふぉい解任の報告として、DJ SHACHO名義で本楽曲のリメイクである「Nobody's waiting for us」が公開された[5]。
3. ババババースデー
68thシングル。
4. カゲロウ
69thシングル。
元ネタはOrangestar氏の「空奏列車」とじん氏の「サマータイムレコード」[6]
5. 博多Life
70thシングル。
過去のレペゼンの曲がサンプリングされている。
6. He is Perfect
71stシングル。
元ネタはRADIO FISHの「PERFECT HUMAN」
RADIO FISHとレペゼン地球は後に無観客ライブにて共演を果たした[7]。
MVには、作家の「乙武洋匡」氏が出演している。
7. 来世がウニでも
72ndシングル。
8. ミンナチガッテミンナワルイ
73rdシングル。
9. 手紙
74thシングル。
YSPから続く1組の男女の物語の完結編となる曲[注 1]。
本楽曲の製作中にDJふぉいの父親である松本ケンジ氏が急逝し、その通夜の夜に歌詞が作成された[8]。
10. Life Goes on
75thシングル。
レペゼン地球のメンバー全員で作り上げられた楽曲。
11. ここにいるよ
76thシングル。
DJふぉいの父親である松本ケンジ氏によって製作された楽曲。
本楽曲のPVはレペゼン地球が初めて広告をつけた動画であり、利益はすべてDJふぉいの家族へ寄付された。
12. N-F
77thシングル。
13. 想い
78thシングル。
DJ銀太のソロ曲。
14. REP
79thシングル。
15. JAPAN incident
80thシングル。
レペゼン地球名義での最後の楽曲。